# 慈悲の七つの行い (カラヴァッジョ)
『慈悲の七つの行い』（じひのななつのおこない、伊: Sette opere di Misericordia、英: The Seven Works of Mercy）は、イタリア・バロック期の巨匠ミケランジェロ・メリージ・ダ・カラヴァッジョが1607年ごろ、キャンバス上に油彩で制作した祭壇画である。ナポリのピオ・モンテ・デッラ・ミゼリコルディア聖堂のために制作された作品で、現在も同聖堂に所蔵されている。本来は、聖堂の周囲に掛けられる７点の別々のパネル画になるはずであった。しかし、カラヴァッジョは、7つの慈悲の行いをまとめて1つの構図に組み合わせ、聖堂の祭壇画とした。絵画は、近年になって美術館として整備された聖堂二階の「コレット」(小聖歌隊席) からよりよく鑑賞できる。

## 背景
ミゼリコルディア (イタリア語で「慈悲」の意) 同信会は、1602年に7人の若いナポリの貴族によって創設された。彼らはその前年から慈善活動を行っており、同信会はナポリ副王フアン・アロンソ・ピメンテル・デ・エレーラやパウルス5世 (ローマ教皇) からも承認された。そのかたわら、同信会はナポリの中心地に聖堂を建設し、1606年9月16日に完成したことがわかっている。 翌月、この新聖堂の祭壇画がカラヴァッジョに注文されたのであるが、それは当時のナポリで最も重要な作品の委嘱であった。
仲介役となったのが誰であるか、確かなことはわからない。しかし、最も可能性があるのは同信会の7人の創設者の1人ヴィッラーゴ候ジョヴァンニ・バッティスタ・マンソ (1567-1645年) であると考えられている。彼は文人貴族で、詩人トルクァート・タッソの友人であった。また、彼はカラヴァッジョの友人であったナポリ出身の詩人ジャンバッティスタ・マリーノのパトロンでもあり、マリーノからカラヴァッジョが近々ナポリに行くという情報を得ていたのかもしれない。いずれにしても、重要なことは、カラヴァッジョがナポリで最も知的で社会的に重要な活動をしつつあった貴族たちから歓迎されたということである。

## 作品

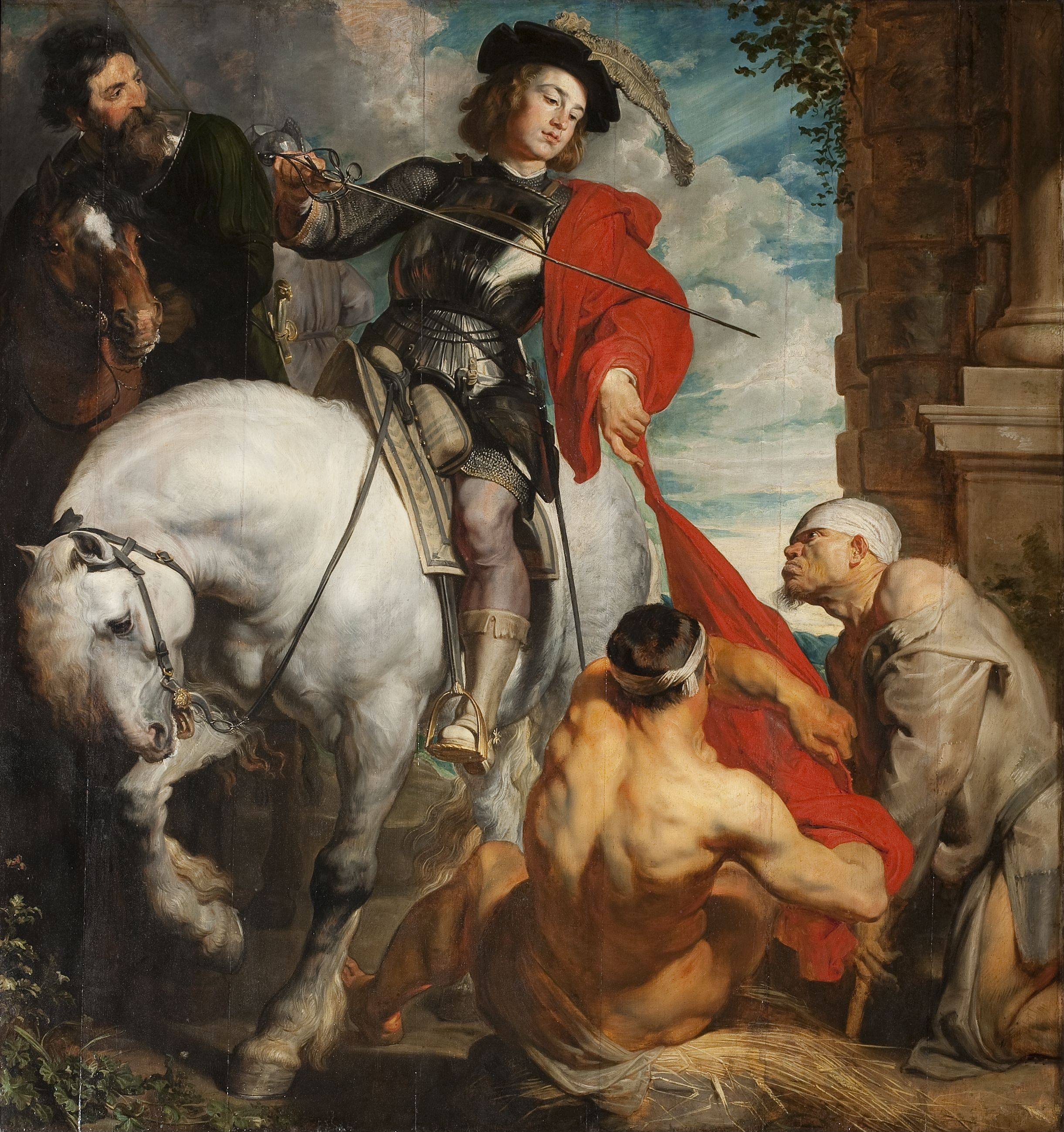
ヴァン・ダイク『衣服を裂く聖マルティヌス』 (1621年)、聖マルティヌス教会、アールスト

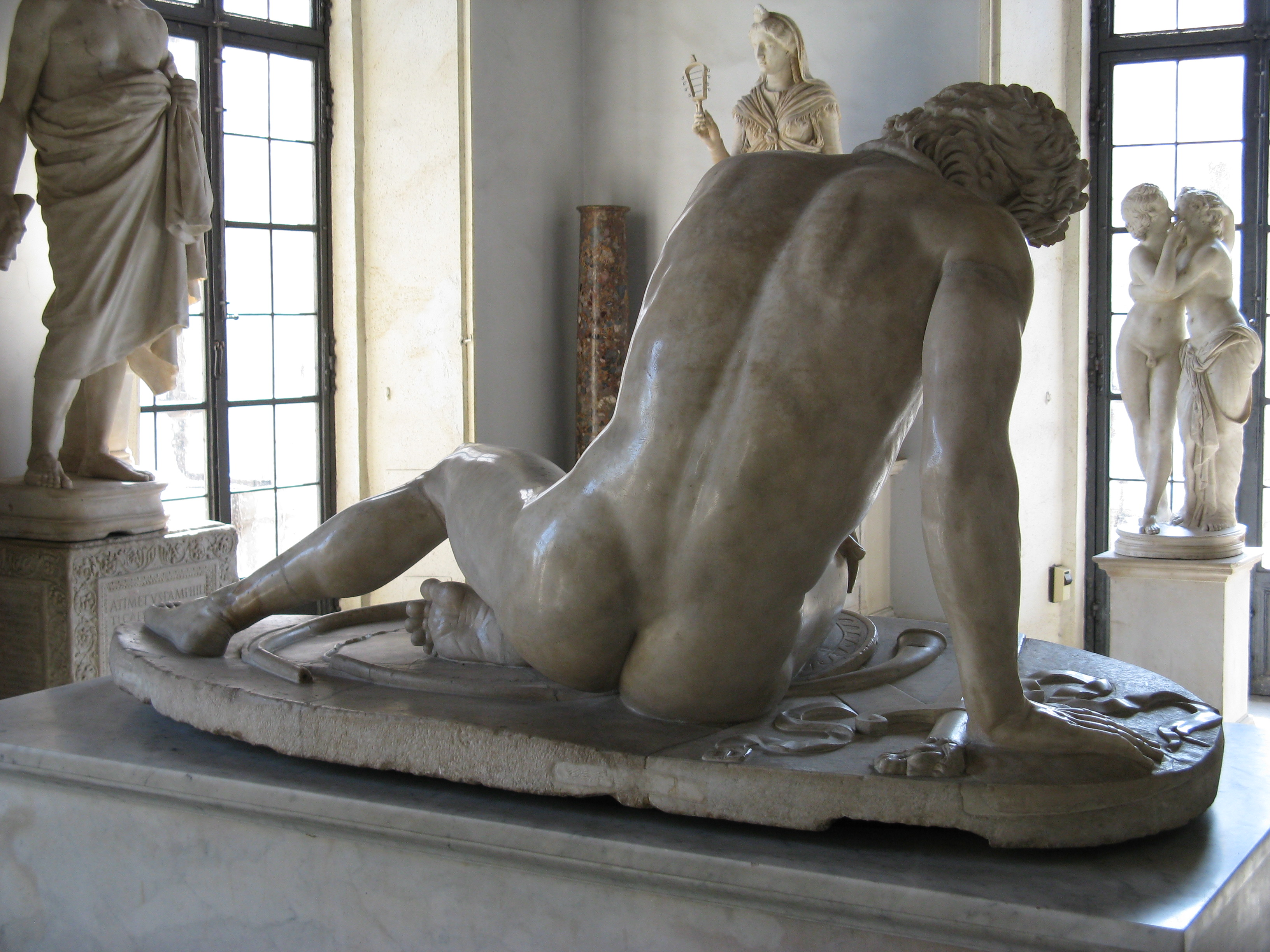
『瀕死のガリア人』 (紀元230-220年)、カピトリーノ美術館、ローマ

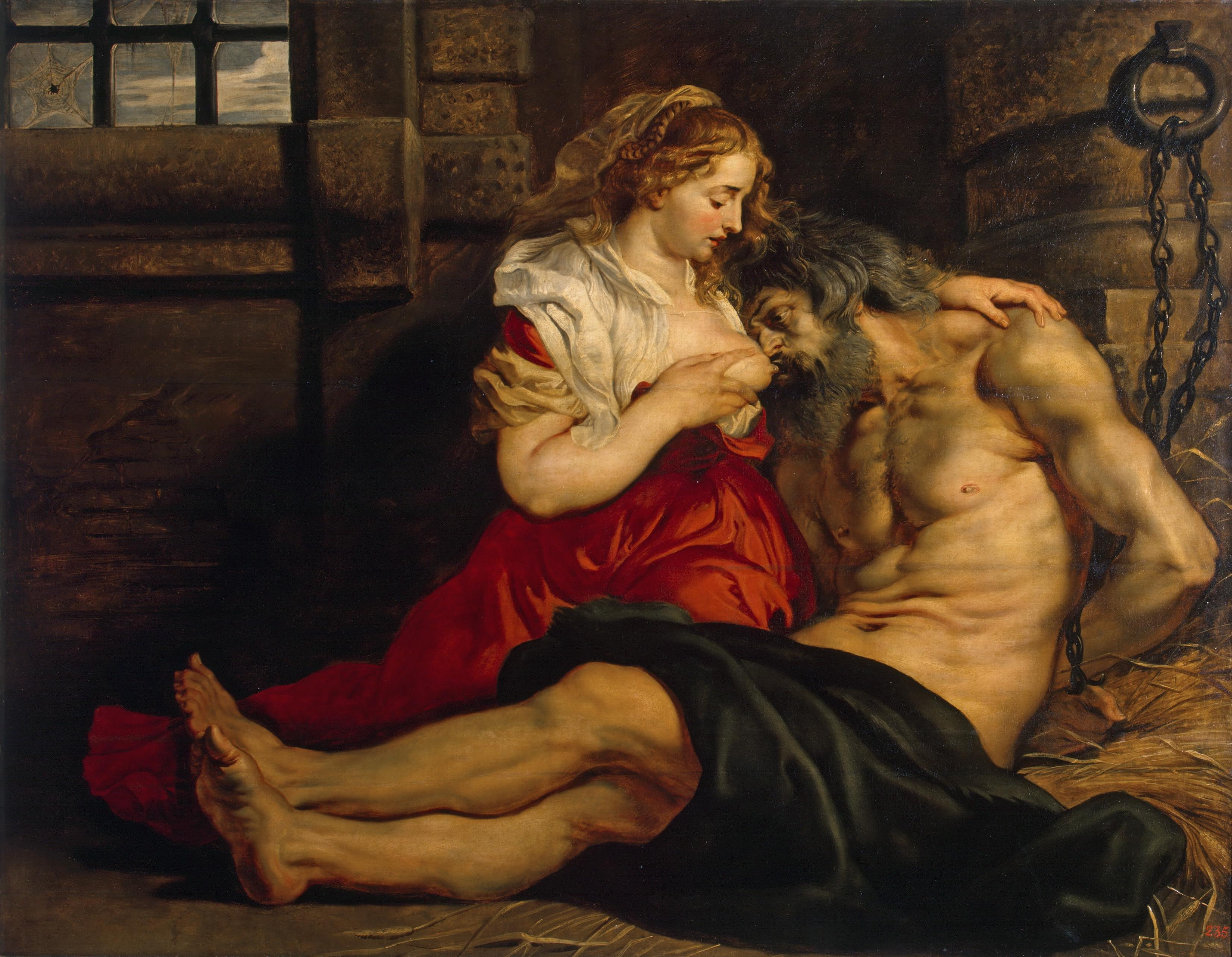
ルーベンス『ローマの慈愛』 (1612年ごろ)、エルミタージュ美術館、サンクトペテルブルク

この祭壇画の正式名称は『慈悲の聖母』である。画面上部では天から天使たちが絡み合いながら舞い降り、中央には幼子イエス・キリストを抱く慈悲の聖母が現われている (後に描き加えられた)。その下には、ミゼリコルディア同信会が続けてきた事業、すなわち慈悲の7つの行いが表されている。「マタイによる福音書」には、天国に受け入れられる人々についてキリストが述べたくだりがあり、それは「お前たちは、わたしが飢えているときに食べさせ、のどが渇いているときに飲ませ、旅をしているときに宿を貸し、裸のときに着せ、病気のときに見舞い、牢にいたときに訪ねてくれたからだ」というものである。信仰のみで救われるとされるプロテスタントと違い、カトリックの教義では救われるためには生前の慈善行為が必要とされていた。すなわち、他者の物質的な必要性に関わる一連の思いやりのある行為である。
画題の慈悲の7つの行いは以下のものである。
裸の人に服を着せる (前景)
左から4番目の当世風の衣装を身に着けた若者が半裸の物乞いにマントを与えている。自身の衣服を半分に裂き、貧者に与えたというトゥールの聖マルティヌスの伝説を思い起こさせるものである。
病人を訪ねる (前景)
聖マルティヌスは身体の不自由な物乞いに挨拶し、慰めている。この半裸の物乞いの姿は、古代ローマ彫刻『瀕死のガリア人』 (カピトリーノ美術館、ローマ）にもとづいている。
投獄された人々を訪ね、空腹の人々に食物を与える (前景)
右側では女性が投獄された人物を訪ね、胸から乳を与えている。この場面は「ローマの慈愛」として知られる古代ローマの孝行の物語、すなわち、処刑を間近にした老人キモンに会うことを許された娘ペロが飢えた父に乳房を吸わせたという物語から採られている。
死者を埋める (後景)
背景では、2人の男性が死んだ男性を運んでいる（そのうち足だけが見えている）。この場面を松明で照らす男が見えるが、この松明はカラヴァッジョが画中に描いた数少ない光源である。
泊るところのない者に宿を与える  (後景)
巡礼者（左から3番目、帽子の貝殻で識別される）は、宿屋の主人（左端）に宿を求めている。この主人は個性的な容貌をしているため、ミゼリコルディア同信会の誰かの肖像であるのかもしれない。
喉の渇きを癒す  (後景)
男が（左から2番目）がロバの顎骨から水を飲んでいるが、これは『旧約聖書』中の「士師記」 (15:14-19) に記述されているサムソンにもとづいている。
同信会の7人の運営委員はそれぞれ自分の義務として、慈悲の行いを担当していた。注文主は彼らの事業と関連した生き生きとした作品を望んだが、カラヴァッジョはこの7つの慈悲の行いを祭壇画に表すという難題を大胆な方法で解決しようとした。一見したところ、本作には様々な人物が雑然と入り乱れ、無秩序で混乱した構図に見える。しかし、カラヴァッジョは4つの三角形を巧みに組み合わせて構図を成り立たせ、中空の天使と聖母子は逆三角形にまとめられている。さらに、それぞれの人物が表している慈悲の行いを見ると、知性と鋭い感性によってまとめられた才気ある作品であることがわかる。また、カラヴァッジョは風景の中に遠近をつけて出来事を散りばめるのではなく、対象に近づいて現実そのままの人物像で主題を描くという自身の主義を本作においても貫いている。全体としての画面には、しばしばいわれるようにナポリの下町の喧騒を感じさせる不思議な魅力がある。
なお、慈悲の行いに関しては聖マルティヌスが想起されるが、カラヴァッジョは「ローマの慈愛」を初めて慈善の行いに加えた初めての画家とされる。また、『旧約聖書』の英雄サムソンの登場や古代彫刻『瀕死のガリア人』の採用など、この祭壇画には教養と知的な関心を示唆する要素が多い。おそらく、注文主のマンソらの貴族たちがアイデアを提供して制作されたに違いない。注文主がいかに本作を称賛し、その出来栄えに満足したかは、作品の譲渡を禁止する決議が採択されたことが示している。

## 批評
アメリカの美術史家ジョン・スパイクは、カラヴァッジョの祭壇画の中心にいる天使から恩寵 (キリスト教) が現われていると述べている。スパイクはまた、喉の渇いた者に飲み物を与えることの象徴としてサムソンを選択することは、何らかの説明が必要なほど独特なことであると述べている。ペリシテ人に恐ろしい惨劇をもたらしたのは、神の恩恵によって英雄的な任務を遂行した、ひどく欠陥のある男サムソンであった。サムソンが喉の渇きで死ぬ危険にさらされていたとき、神はロバの顎骨から飲み水を与えた。それは実際には人間の慈悲の行為ではなかったので、この奇跡を慈悲の7つの行為の寓意と重ねることは困難なのである。
絵画のキアロスクーロの鋭いコントラストに関して、ドイツの美術史家ラルフ・ヴァン・ビューレンは絵画の明るい光を慈悲の比喩として説明し、光は「鑑賞者が自分の生活の中で慈悲を探求するのを助ける」としている。現在の研究は、『慈悲の七つの行い』の図像と絵画の注文主であった文化的、科学的、哲学的なサークルとの間の関係を立証だてている。

## 適用
『慈悲の七つの行い』は、2016年にロイヤル・シェイクスピア・カンパニーによって劇場に採用された。アンダース・ルストガーテンによって脚本が書かれ、ロイヤル・シェイクスピア・カンパニーの副芸術監督エリカ・ホワイマンが監督を務めた。
テレンス・ワードは、2016年にアーケード・パブリッシングからリリースされた著書『慈悲の守護者：カラヴァッジョによる並外れた絵画が今日の日常生活をどのように変えたか』で、絵画の伝記的スリラーを作成した。